# Aleksandr Bieżewiec
Aleksandr Sawwicz Bieżewiec, Ołeksandr Sawowycz Beżeweć (ros. Александр Саввич Бежевец, ukr. Олександр Савович Бежевець, ur. 16 lipca 1929 w Slepczincach w rejonie czerniachowskim w obwodzie żytomierskim, zm. 22 lipca 2015 w Szczołkowie) – radziecki pilot doświadczalny, generał major lotnictwa, Bohater Związku Radzieckiego (1975).

## Życiorys
Był narodowości ukraińskiej. W 1948 ukończył Kijowską Specjalną Szkołę Wojskowych Sił Powietrznych, od sierpnia 1948 służył w armii, w 1951 ukończył wojskową szkołę lotniczą w Batajsku, w której następnie do 1954 był pilotem-instruktorem. W 1959 ukończył Wojskowo-Powietrzną Akademię Inżynieryjną, 1959-1988 był pilotem doświadczalnym Państwowego Naukowo-Badawczego Instytutu Sił Powietrznych Czerwonego Sztandaru, w tym 1975-1983 szefem Zarządu I, a 1983-1988 szefem Zarządu IV tego instytutu. Przetestował wiele modeli samolotów i helikopterów, w tym MiGów, a także wojskowy samolot transportowy An-124. Poza tym od marca 1971 do kwietnia 1972 brał udział w działaniach wojennych w Egipcie jako dowódca 63 samodzielnego oddziału lotniczego, wykonując 50 lotów bojowych (w tym dwa nad terytorium Izraela) samolotem zwiadowczym MiG-25RB. W 1978 otrzymał stopień generała majora lotnictwa, w styczniu 1989 został zwolniony do rezerwy. Otrzymał tytuł Zasłużonego Pilota Doświadczalnego ZSRR (17 sierpnia 1971).

## Odznaczenia i nagrody
- Złota Gwiazda Bohatera Związku Radzieckiego (3 kwietnia 1975)
- Order Lenina (dwukrotnie, 3 kwietnia 1975 i 2 lutego 1982)
- Order Czerwonego Sztandaru (23 lutego 1971)
- Nagroda Państwowa ZSRR (1981)
- Nagroda Władz Federacji Rosyjskiej (2012; za testowanie MiG-a-31)

I medale.